# Nazionale maschile di calcio del Cile
La nazionale di calcio del Cile (in spagnolo Selección de fútbol de Chile) è la rappresentativa calcistica del Cile ed è controllata dalla Federación de Fútbol de Chile.
Soprannominata La Roja ("La Rossa"), è membro fondatore della CONMEBOL. Ha preso parte a nove edizioni del campionato mondiale di calcio, ottenendo il terzo posto nell'edizione del 1962, giocata in casa. Sempre in casa si è aggiudicato il suo primo titolo ufficiale, la Coppa America 2015, e ha bissato il successo l'anno successivo, aggiudicandosi la Copa América Centenario, in entrambi i casi battendo l'Argentina in finale ai tiri di rigore. Con la vittoria della Coppa America 2015 ha acquisito il diritto di partecipare alla Confederations Cup 2017 in Russia, dove ha concluso il torneo al secondo posto, sconfitto per 1-0 in finale dalla Germania.
Nella classifica mondiale della FIFA il miglior piazzamento del Cile è il 4º posto dell'aprile 2016, mentre il peggiore piazzamento è l'84º posto del dicembre 2002. Attualmente occupa la 31ª posizione nella graduatoria.

## Storia

### Primo ventennio

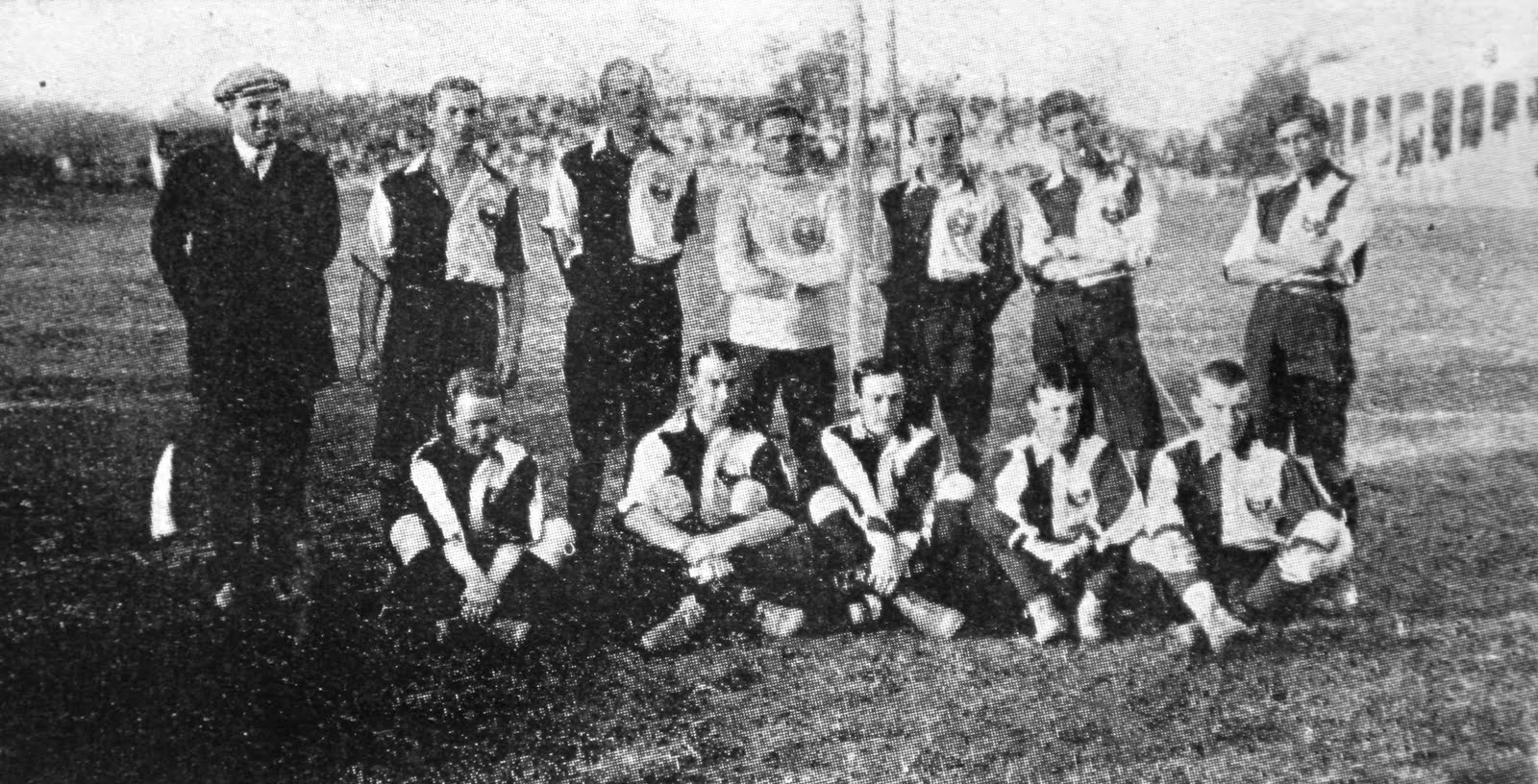
La nazionale cilena nel 1910

La Roja, com'è soprannominata, giocò la sua prima partita nel 1910 contro l'Argentina. Nel 1928 prese parte al Torneo Olimpico di calcio, venendo eliminata al turno di qualificazione. Vedendosi negato l'accesso al tabellone principale, partecipò al torneo di consolazione, durante il quale raggiunse la finale, dove venne sconfitta dai Paesi Bassi a seguito di un sorteggio. Partecipò alla prima edizione dei Mondiali di calcio, nel 1930, e fu inserita nel girone A che comprendeva anche Francia, Argentina e Messico. I cileni partirono ottimamente (3-0 al Messico e 1-0 alla Francia), ma si dovettero arrendere ai gauchos (3-1 il risultato finale), perdendo così il primo posto, l'unico utile per avanzare alle semifinali. Guillermo Subiabre firmò ben quattro delle cinque reti totali cilene, l'altra marcatura fu di Carlos Vidal.

### 1960-1966: il mondiale casalingo del 1962
L'organizzazione del campionato del mondo del 1962 venne assegnata al Cile, nonostante gravi carenze infrastrutturali e il terremoto che aveva scosso il paese nel 1960. I padroni di casa furono sorteggiati in un girone con tre avversarie europee: l'Italia (due volte campione mondiale), la Germania Ovest (che aveva sollevato la coppa nel 1954) e la Svizzera. Il Cile seppe trarre il massimo vantaggio dal fattore campo, esordendo con una vittoria per 3-1 sugli elvetici.

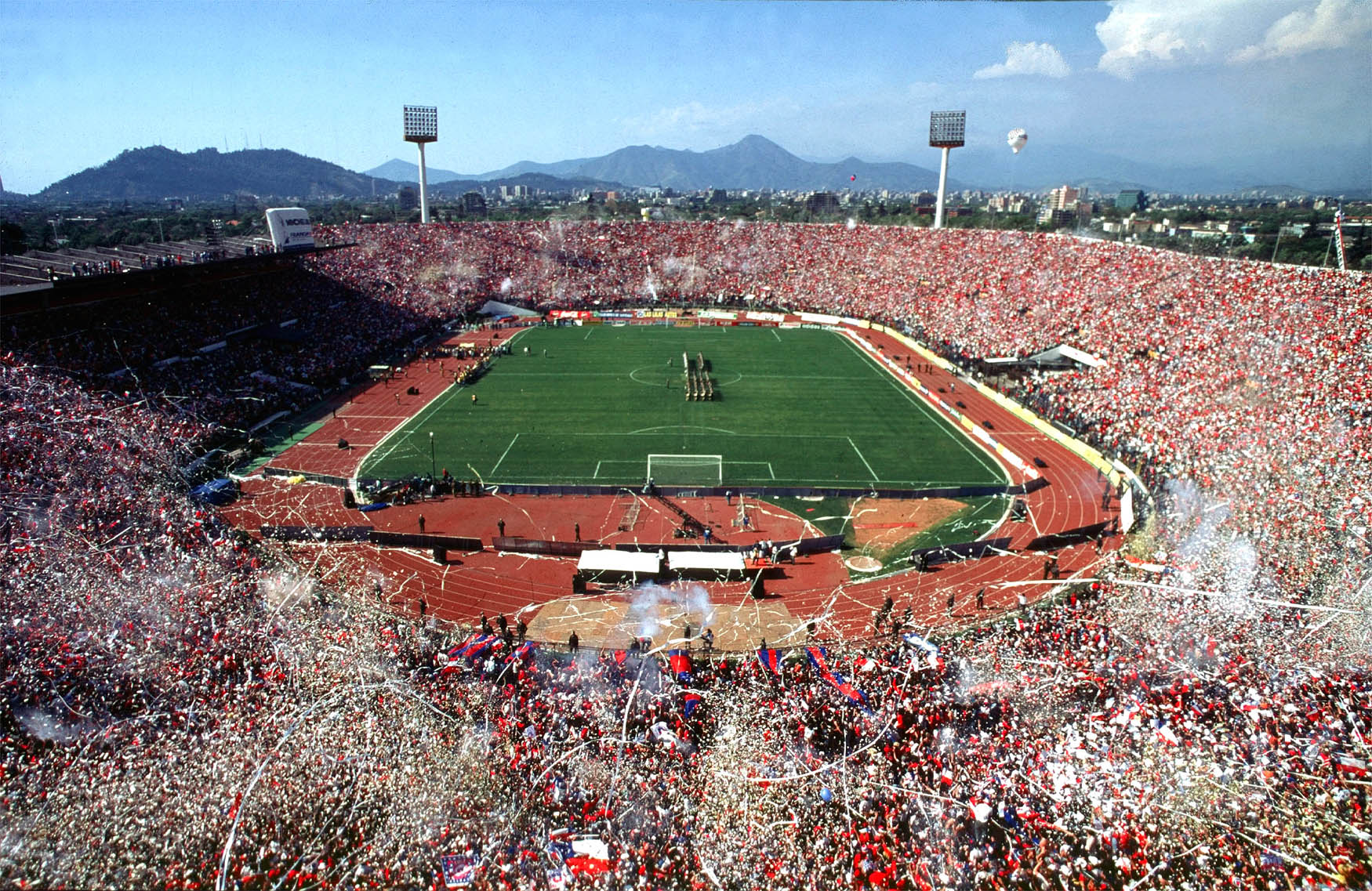
Lo stadio Nazionale, sito nella capitale Santiago del Cile.

Nel secondo incontro, già decisivo ai fini della classifica, il Cile affrontò l'Italia: prima della partita, l'ambiente fu destabilizzato da alcuni articoli apparsi su quotidiani italiani (Il Resto del Carlino e La Nazione di Firenze) che denunciavano l'estrema povertà del Cile, il sottosviluppo, la denutrizione, la prostituzione, l'analfabetismo e l'alcolismo. Gli avvenimenti del campo passarono alla storia come la battaglia di Santiago: il primo fallo venne fischiato dopo appena 12" e dopo 7' Giorgio Ferrini fu il primo espulso, per un fallo su Honorino Landa. Il giocatore, riluttante ad abbandonare il campo, fu portato fuori con la forza dai carabinieri locali.
La partita proseguì tra falli e proteste: al 38' Leonel Sánchez fu contrastato, regolarmente, da Mario David e finì a terra infuriato. Rialzatosi, il cileno (figlio dell'ex campione di pugilato Juan Sánchez) sferrò un pugno all'avversario ma il direttore di gara (l'inglese Ken Aston) non si avvide del grave gesto: pochi minuti dopo, l'italiano reagì con un calcio che gli costò l'espulsione. L'Italia, ridotta in nove, difese il risultato sino all'ultimo quarto d'ora ma i cileni andarono a segno con Jaime Ramírez (al 74') e Jorge Toro (al 88') centrando la vittoria.
Dopo aver perso contro la Germania Ovest nell'ultima giornata del girone, nei quarti di finale il Cile superò a sorpresa l'Unione Sovietica (2-1). Fermato in semifinale dal Brasile di Garrincha, poi campione, per 2-4 disputò la finale di consolazione contro la Jugoslavia vincendola (con rete di Eladio Rojas nei minuti conclusivi) e guadagnando la medaglia di bronzo.
Quattro anni più tardi, in occasione dei Mondiali disputati in Inghilterra, Italia e Cile si ritrovarono nello stesso girone: gli Azzurri vendicarono l'onta subita nel 1962 con una vittoria per 2-0, ma entrambe le squadre furono poi eliminate agli ottavi di finale (i cileni dall'Unione Sovietica e gli italiani dalla Corea del Nord).

### 1974-1982: un decennio deludente
La Roja arrivò in Germania Ovest dopo un controverso spareggio contro l'Unione Sovietica. Dopo l'andata disputata regolarmente a Mosca, i sovietici si rifiutarono di giocare allo stadio Nazionale di Santiago del Cile, poiché questo impianto era usato come campo di concentramento da parte di Augusto Pinochet. La FIFA non accolse il reclamo ed il Cile vinse per rinuncia e ottenne così il diritto di disputare la fase finale del torneo. Il Cile esordì contro i padroni di casa della Germania Ovest e venne battuto 1-0 con un gol da lunga distanza di Paul Breitner; conquistò poi un prezioso pareggio (1-1) contro la Germania Est, ma pareggiò a reti vuote nell'ultima sfida con l'Australia, fallendo così l'accesso alla seconda fase del torneo.
Il campionato mondiale del 1982 rappresentò la peggiore delusione - in termini di risultato - per il Cile, che fu eliminato dalla competizione al primo turno dopo tre sconfitte. Battuta di misura dall'Austria e nettamente dalla Germania Ovest (4-1, con gol della bandiera per i cileni segnato allo scadere da Moscoso), la Roja allenata da Luis Santibáñez concluse il girone all'ultimo posto perdendo anche con l'Algeria (3-2, dopo che il primo tempo si era concluso sul 3-0 per gli algerini, prima che i gol di Neira su calcio di rigore e Letelier salvassero l'onore dei sudamericani).

### 1989-1999: dallo scandalo Rojas al ritorno internazionale
Nel 1989 il Cile contese al Brasile la qualificazione al campionato mondiale del 1990. L'incontro decisivo, che oppose le due squadre, si svolse il 3 settembre 1989 allo stadio Maracanã di Rio de Janeiro: ai verdeoro bastava un semplice pareggio in virtù di una migliore differenza reti, mentre la Roja doveva vincere. La Seleção passò in vantaggio nei primi minuti della seconda frazione di gioco, grazie ad una conclusione mancina di Careca.
A questo punto, quando ormai la partita per il Cile pareva compromessa, il portiere Roberto Rojas, soprannominato "Cóndor", aspettò che un bengala arrivasse dalle sue parti, si gettò per terra e si incise il sopracciglio sinistro con un minuscolo bisturi che aveva precedentemente nascosto in un guanto, fingendo così di essere stato colpito. Rojas, disteso per terra dolorante e sanguinante, poi semi-incosciente, venne preso dai propri compagni di squadra e portato a braccia negli spogliatoi.
Il Cile non fece rientro in campo, costringendo l'arbitro a sospendere la partita in attesa di una situazione di maggiore calma. Rojas venne trasportato immediatamente in Cile con un aereo dove fu accolto quasi come un martire. Mentre inizialmente si paventò una sconfitta a tavolino per i brasiliani, la FIFA esaminò filmati e fotografie e svelò un inganno ordito probabilmente dalla federazione cilena, dove il bengala aveva finito la sua corsa a circa un metro di distanza dal portiere. L'organismo internazionale punì quindi il Cile con l'esclusione dalle eliminatorie del campionato del mondo del 1994, dato che, in virtù degli strani gesti di alcuni compagni di squadra subito dopo l'intervento dei sanitari, si intuì che lo stesso Rojas non si mosse di sua iniziativa, ma probabilmente fu indirizzato in partenza dalla stessa federcalcio cilena. Rojas subì invece una squalifica a vita, poi amnistiata nel 2001.
Dal 1991 al 1997 la squadra disputò soltanto la Copa América senza peraltro conseguire - in quattro edizioni - risultati di rilievo. Una rinascita avvenne in coincidenza con le eliminatorie del campionato del mondo del 1998, al quale il Cile si qualificò arrivando quarta nel girone unico sudamericano, introdotto in occasione di quelle qualificazioni, a pari punti con il Perù, ma avvantaggiato da una differenza reti di +16 contro il -1 dei peruviani. I cileni, guidati da Nelson Acosta, potevano disporre di un prolifico attacco con Marcelo Salas e Iván Zamorano, in due realizzatori di ben 23 gol dei 32 totali del Cile nel girone eliminatorio.
Nella fase finale, in Francia, la squadra cilena trovò nel girone Italia, Camerun e Austria. L'inizio fu esaltante: l'11 giugno a Bordeaux i cileni imposero un 2-2 all'Italia di Cesare Maldini, vice-campione del mondo in carica. Dopo aver subito la rete di Vieri, arrivò la doppietta del "Matador" Salas e solo Baggio, grazie ad un discutibile rigore a cinque minuti dalla fine, risollevò gli azzurri dal baratro. Sei giorni dopo, a Saint-Étienne, arrivò un altro pareggio, stavolta con l'Austria, con le reti messe a segno da Salas prima (anche se il pallone probabilmente non varcò la linea) e da Vastić allo scadere.
Il 23 giugno 1998 a Nantes il Cile pareggiò nuovamente per 1-1, stavolta contro il Camerun, con gol di Sierra nel primo tempo e Mboma al decimo della ripresa. Questo risultato permise ai cileni di avanzare il turno ed affrontare negli ottavi di finale, il 27 giugno, i campioni uscenti del Brasile, da cui la Roja fu sconfitta per 4-1, con doppiette di César Sampaio e Ronaldo. In una giornata triste Salas si prese comunque la soddisfazione di siglare il suo quarto gol nel torneo e gli applausi meritati del pubblico del Parco dei Principi. L'anno successivo la Roja fece suo il quarto posto in Copa América.

### 2002-2007: le mancate qualificazioni ai mondiali 2002 e 2006
All'indomani della buona prestazione al campionato del mondo del 1998 il Cile subì un pesante ricambio generazionale, finendo per passare dal quarto posto ottenuto nel girone eliminatorio sudamericano, che gli diede la qualificazione a Francia 1998, all'ultima piazza solamente quattro anni più tardi, nelle qualificazioni a Giappone-Corea del Sud 2002, quando la squadra fu superata in classifica anche dal Venezuela.
Nel girone eliminatorio per Germania 2006 la Roja viaggiò a corrente alternata e chiuse settima, a soli tre punti dall'Uruguay, che con il quinto posto ottenuto ebbe accesso allo spareggio contro la vincente della zona OFC.
Nella Coppa America 2007 in Venezuela il Cile batté l'Ecuador (3-2), perse contro il Brasile (3-0) e pareggiò (0-0) contro il Messico, giungendo terzo nel proprio girone. Qualificatasi come la migliore delle tre terze classificate nella prima fase, la Roja fu nettamente sconfitta ai quarti di finale ancora dal Brasile (6-1). Il 10 luglio, tre giorni dopo la disfatta contro i brasiliani, Nelson Acosta si dimise.

### 2007-2011: l'era Bielsa e il ritorno ai mondiali
Nell'agosto 2007 la panchina del Cile fu affidata all'argentino Marcelo Bielsa.
Le delusioni dei primi anni 2000 furono cancellate dalla qualificazione al campionato del mondo 2010 che la squadra di Bielsa conseguì in modo autorevole. La Roja si piazzò seconda, staccata di un solo punto dal Brasile. Protagonista di questa fase fu il centravanti Humberto Suazo, autore di dieci reti. Il 4 dicembre 2009 il sorteggio per la fase finale inserì il Cile nel girone H insieme a Spagna, Svizzera e Honduras.
Il 16 giugno 2010 il Cile sconfisse l'Honduras tornando a vincere una partita nella fase finale di un Mondiale esattamente 48 anni dopo l'ultimo successo. La successiva vittoria contro la Svizzera, sempre col minimo scarto, e la sconfitta contro la Spagna significarono l'accesso agli ottavi di finale. In questo turno si fermò il percorso degli uomini di Bielsa, sconfitti dal Brasile (lo stesso avversario affrontato dodici anni prima) con il punteggio di 3-0.
Nella Coppa America 2011 in Argentina il Cile di Bielsa superò la prima fase come prima classificata nel suo girone, ma si fermò ai quarti di finale, sconfitto dal Venezuela per 2-1.

### 2014-2017: la gestione Sampaoli e Pizzi e i due allori continentali

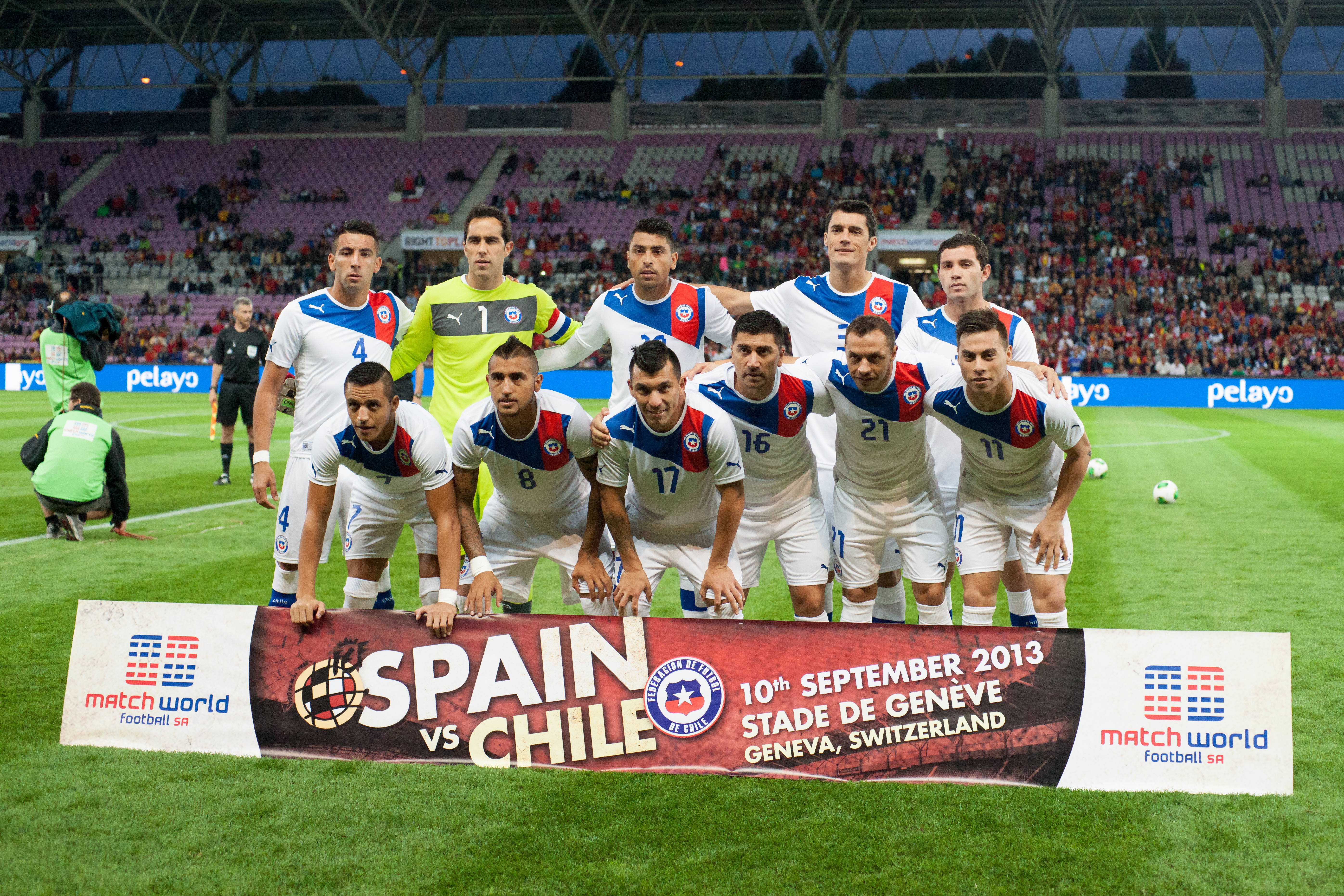
La nazionale cilena nel 2013

Qualificatosi al campionato del mondo del 2014 come terzo classificato nel girone sudamericano, fu inserito per la fase finale nel girone di ferro con la Spagna campione del mondo, i Paesi Bassi e l'Australia. I cileni partirono bene, sconfiggendo per 3-1 gli australiani. Nella seconda uscita batterono i campioni del mondo uscenti della Spagna per 2-0, eliminandoli clamorosamente dal torneo al primo turno e qualificandosi agli ottavi di finale con una gara d'anticipo. Nell'ultima gara persero ininfluentemente per 2-0 contro l'Olanda, chiudendo il girone come secondi. Agli ottavi i cileni affrontarono ancora una volta il Brasile, padrone di casa, costringendolo all'1-1 fino al 120º minuto di gioco (al gol di David Luiz rispose Alexis Sánchez nel corso del primo tempo) e colpendo un legno con Mauricio Pinilla nei supplementari. Per decidere le sorti dell'incontro furono necessari i tiri di rigore, dove prevalsero i brasiliani.
La Coppa America 2015 disputata in casa sancì il primo trionfo del Cile. La squadra allenata da Jorge Sampaoli superò con autorità la fase a gironi grazie alla vittoria per 2-0 contro l'Ecuador, al pareggio per 3-3 contro il Messico e alla vittoria per 5-0 contro la Bolivia. Dopo aver eliminato l'Uruguay ai quarti per 1-0, il Cile si impose anche nella semifinale contro il Perù per 2-1. In finale la squadra padrona di casa affrontò l'Argentina vicecampione del mondo in carica. Il match rimase bloccato sullo 0-0 sino alla fine dei tempi supplementari. Ai rigori i cileni vinsero per 4-1. Per la Roja fu decisivo il rigore realizzato da Alexis Sánchez.

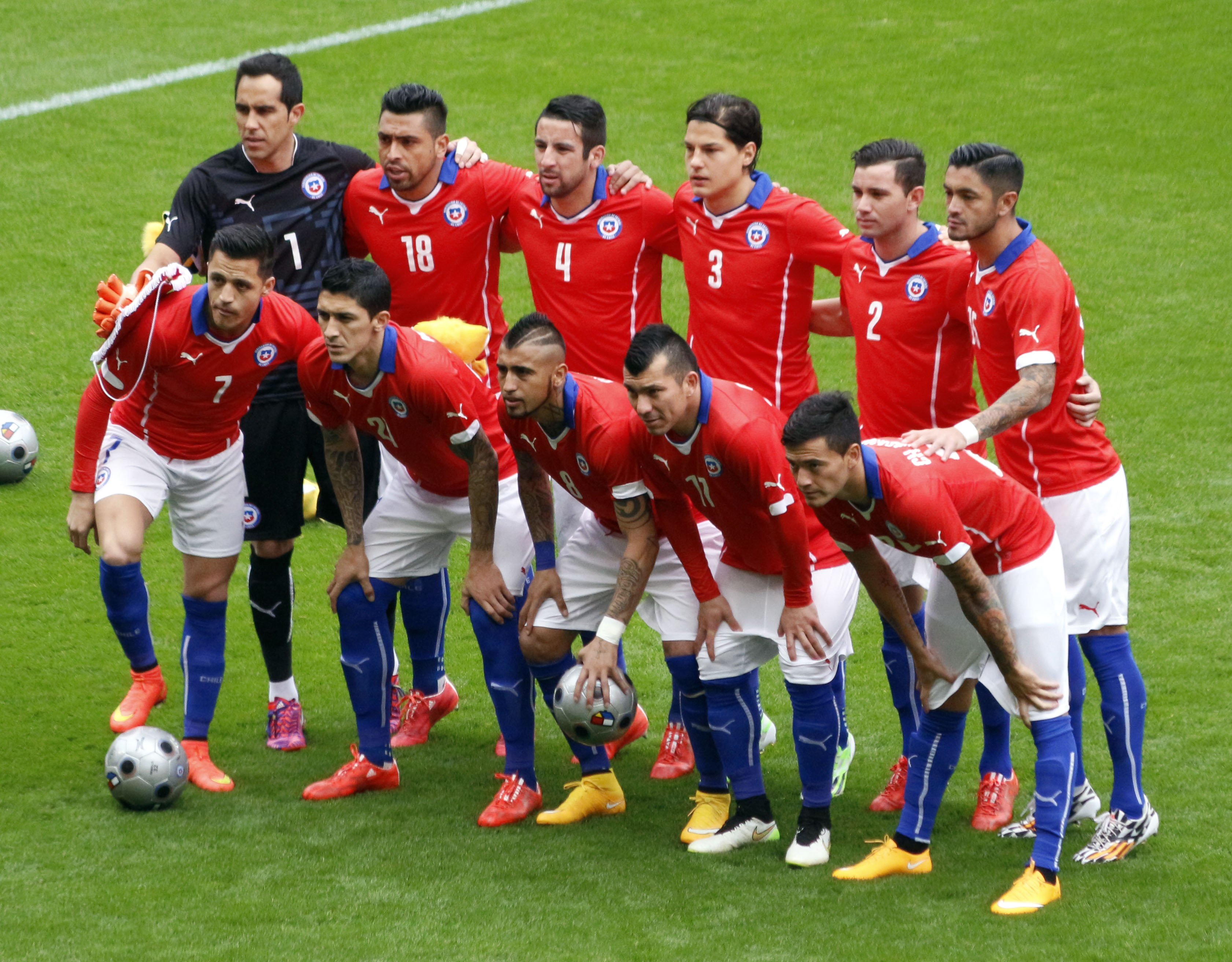
La nazionale cilena del 2015, vincitrice della sua prima Coppa America

Per la prima volta i cileni si qualificarono, dunque, alla Confederations Cup, in programma in Russia.
La Coppa América Centenario, svoltasi nel 2016 negli Stati Uniti, vide i cileni laurearsi campioni del Sudamerica per la seconda volta consecutiva, ma il cammino verso la finale non iniziò nel migliore dei modi. Nella fase a gironi la squadra allenata da Juan Antonio Pizzi trovò l'Argentina, che nella prima partita sconfisse la Roja per 2-1, Bolivia e Panama, entrambe battute dai cileni. Classificatasi seconda nel girone dietro proprio all'Albiceleste, nei quarti di finale la formazione cilena ritrovò il Messico, che sconfisse per 7-0, conseguendo la sua terza vittoria più larga di sempre, grazie anche a una quadripletta di Edu Vargas. In semifinale la Roja conquistò un'altra vittoria ai danni della Colombia per 2-0 al Soldier Field di Chicago. La partita è ricordata per il lunghissimo intervallo di 2 ore e 25 minuti tra il primo e il secondo tempo, dovuto alla tempesta di pioggia con fulmini abbattutasi su Chicago, che ritardò la ripresa del gioco. Nella finale del 26 giugno la Roja affrontò ancora l'Argentina nella riedizione della finale della Coppa America 2015. La partita, disputatasi al MetLife Stadium di East Rutherford davanti ad 82.026 persone, si protrasse oltre i tempi supplementari, conclusisi sul risultato di 0-0. Dal dischetto furono decisivi gli errori di Messi e Biglia, per il 4-2 finale che diede la seconda vittoria nel torneo continentale alla Roja.
Nel giugno 2017 il Cile esordì nella Confederations Cup, presentandosi in Russia da campione del Sudamerica in carica. Superato il girone di prima fase come secondo classificato grazie a una vittoria (2-0 al debutto contro il Camerun) e due pareggi (1-1 contro la Germania e 1-1 contro l'Australia), in semifinale batté il Portogallo per 3-0 dopo i tiri di rigore (0-0 dopo i tempi supplementari). In finale, allo stadio Krestovskij di San Pietroburgo, fu sconfitto dalla Germania per 1-0, chiudendo il torneo al secondo posto.

### 2017-2022: le mancate qualificazioni ai mondiali
Nel 2017 il Cile mancò clamorosamente la qualificazione alla fase finale del campionato del mondo 2018, piazzandosi sesto nel girone eliminatorio della CONMEBOL. Quella dei cileni fu una disfatta impensabile, arrivata inaspettatamente dopo un triennio d'oro. A causare l'eliminazione furono soprattutto le negative prestazioni della squadra in trasferta, dove in 9 partite del girone il Cile riuscì a totalizzare solamente 7 punti con 2 vittorie, un pareggio e 6 sconfitte e con un bilancio di 9 gol fatti e ben 17 subiti.
Passato nel gennaio 2018 nelle mani del CT colombiano Reinaldo Rueda, nella Coppa América 2019 il Cile, bicampione del Sudamerica in carica, superò la fase a gironi con due vittorie (4-0 contro il Giappone e 2-1 contro l'Ecuador) e una sconfitta (1-0 contro l'Uruguay), e poi eliminò la Colombia ai quarti di finale (5-4 ai tiri di rigore dopo lo 0-0 dei 90 minuti), ma fu sconfitto nettamente dal Perù (3-0) in semifinale e poi chiuse al quarto posto, battuto nella finale di consolazione dall'Argentina (2-1). Nella Copa América 2021, invece, il Cile del ct uruguaiano Martín Lasarte si classificò quarto nel proprio raggruppamento con una vittoria, 2 pareggi e una sconfitta, accedendo ai quarti di finale, dove fu battuto per 1-0 dal Brasile padrone di casa ed eliminato.
In seguito, per la seconda volta consecutiva, la Roja mancò la qualificazione al campionato del mondo: nel girone di qualificazione a Qatar 2022, si piazzò infatti settima, con 5 vittorie, 4 pareggi e 9 sconfitte, a 5 punti dal Perù quinto e ammesso allo spareggio interzona.

## Partecipazioni ai tornei internazionali
Legenda: Grassetto: Risultato migliore, Corsivo: Mancate partecipazioni

### Campionato Panamericano
La Roja ha partecipato a due dei tre Campionati Panamericani, di cui uno come paese ospitante.

### Giochi panamericani
La nazionale cilena ha partecipato ai Giochi panamericani in 4 occasioni. Tuttavia, data la natura dilettantistica della manifestazione, era impedita per regolamento la convocazione dei professionisti. Dunque fino al 2003 le selezioni erano costituite da giovani o calciatori di seconda fascia, mentre da tale data, vi è l'obbligo di schierare le Under-20. Pertanto dalla prima edizione del 1951 a quella del 1999 la Roja in quattro partecipazioni ha collezionato una medaglia d'argento e due di bronzo.

## Statistiche dettagliate sui tornei internazionali

### Mondiali

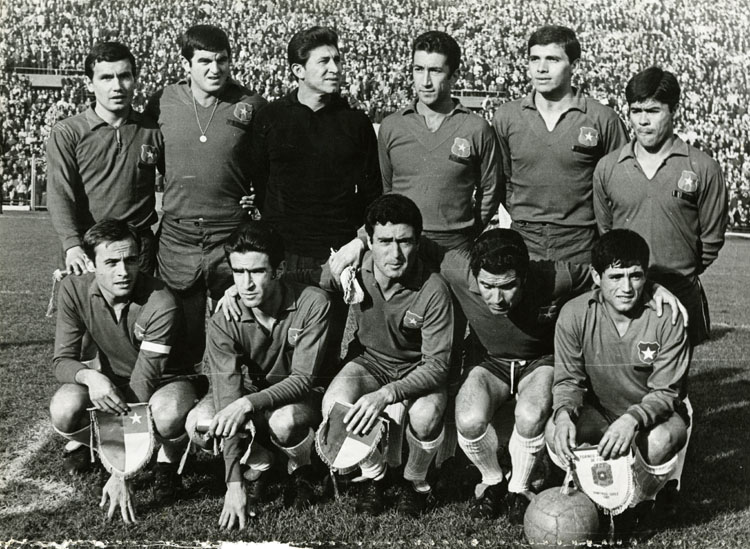
La Roja al mondiale inglese del 1966

| Anno | Luogo                        | Piazzamento                         | V | N | P | Gol  |
| ---- | ---------------------------- | ----------------------------------- | - | - | - | ---- |
| 1930 | Uruguay                      | Primo turno                         | 2 | 0 | 1 | 5:3  |
| 1934 | Italia                       | Ritirata prima delle qualificazioni | - | - | - | -    |
| 1938 | Francia                      | Non partecipante                    | - | - | - | -    |
| 1950 | Brasile                      | Primo turno                         | 1 | 0 | 2 | 5:6  |
| 1954 | Svizzera                     | Non qualificata                     | - | - | - | -    |
| 1958 | Svezia                       | Non qualificata                     | - | - | - | -    |
| 1962 | Cile                         | Terzo posto                         | 4 | 0 | 2 | 10:8 |
| 1966 | Inghilterra                  | Primo turno                         | 0 | 1 | 2 | 2:5  |
| 1970 | Messico                      | Non qualificata                     | - | - | - | -    |
| 1974 | Germania Ovest               | Primo turno                         | 0 | 2 | 1 | 1:2  |
| 1978 | Argentina                    | Non qualificata                     | - | - | - | -    |
| 1982 | Spagna                       | Primo turno                         | 0 | 0 | 3 | 3:8  |
| 1986 | Messico                      | Non qualificata                     | - | - | - | -    |
| 1990 | Italia                       | Squalificata                        | - | - | - | -    |
| 1994 | Stati Uniti                  | Esclusa dalle qualificazioni        | - | - | - | -    |
| 1998 | Francia                      | Ottavi di finale                    | 0 | 3 | 1 | 5:8  |
| 2002 | Giappone / Corea del Sud     | Non qualificata                     | - | - | - | -    |
| 2006 | Germania                     | Non qualificata                     | - | - | - | -    |
| 2010 | Sudafrica                    | Ottavi di finale                    | 2 | 0 | 2 | 3:5  |
| 2014 | Brasile                      | Ottavi di finale                    | 2 | 1 | 1 | 6:4  |
| 2018 | Russia                       | Non qualificata                     | - | - | - | -    |
| 2022 | Qatar                        | Non qualificata                     | - | - | - | -    |
| 2026 | Canada/ Stati Uniti/ Messico | Non qualificata                     | - | - | - | -    |

### Copa América
| Anno    | Luogo       | Piazzamento      | V | N | P | Gol   |
| ------- | ----------- | ---------------- | - | - | - | ----- |
| 1916    | Argentina   | Quarto posto     | 0 | 1 | 2 | 2:11  |
| 1917    | Uruguay     | Quarto posto     | 0 | 0 | 3 | 0:10  |
| 1919    | Brasile     | Quarto posto     | 0 | 0 | 3 | 1:12  |
| 1920    | Cile        | Quarto posto     | 0 | 1 | 2 | 2:4   |
| 1921    | Argentina   | Rinuncia         | - | - | - | -     |
| 1922    | Brasile     | Quinto posto     | 0 | 1 | 3 | 1:10  |
| 1923    | Uruguay     | Rinuncia         | - | - | - | -     |
| 1924    | Uruguay     | Quarto posto     | 0 | 0 | 3 | 1:10  |
| 1925    | Argentina   | Rinuncia         | - | - | - | -     |
| 1926    | Cile        | Terzo posto      | 2 | 1 | 1 | 14:6  |
| 1927    | Perù        | Rinuncia         | - | - | - | -     |
| 1929    | Argentina   | Rinuncia         | - | - | - | -     |
| 1935    | Perù        | Quarto posto     | 0 | 0 | 3 | 2:7   |
| 1937    | Argentina   | Quinto posto     | 1 | 1 | 3 | 12:13 |
| 1939    | Perù        | Quarto posto     | 1 | 0 | 3 | 8:12  |
| 1941    | Cile        | Terzo posto      | 2 | 0 | 2 | 6:3   |
| 1942    | Uruguay     | Sesto posto      | 1 | 1 | 4 | 4:15  |
| 1945    | Cile        | Terzo posto      | 4 | 1 | 1 | 15:5  |
| 1946    | Argentina   | Quinto posto     | 2 | 0 | 3 | 8:11  |
| 1947    | Ecuador     | Quarto posto     | 4 | 1 | 2 | 14:13 |
| 1949    | Brasile     | Quinto posto     | 2 | 1 | 4 | 10:14 |
| 1953    | Perù        | Quarto posto     | 3 | 1 | 2 | 10:10 |
| 1955    | Cile        | Secondo posto    | 3 | 1 | 1 | 19:8  |
| 1956    | Uruguay     | Secondo posto    | 3 | 0 | 2 | 11:8  |
| 1957    | Perù        | Sesto posto      | 1 | 1 | 4 | 9:17  |
| 1959 I  | Argentina   | Quinto posto     | 2 | 1 | 3 | 9:14  |
| 1959 II | Ecuador     | Rinuncia         | - | - | - | -     |
| 1963    | Bolivia     | Rinuncia         | - | - | - | -     |
| 1967    | Uruguay     | Terzo posto      | 2 | 2 | 1 | 8:6   |
| 1975    | Itinerante  | Primo turno      | 1 | 1 | 2 | 7:6   |
| 1979    | Itinerante  | Secondo posto    | 4 | 3 | 2 | 13:6  |
| 1983    | Itinerante  | Primo turno      | 2 | 1 | 1 | 8:2   |
| 1987    | Argentina   | Secondo posto    | 3 | 0 | 1 | 9:3   |
| 1989    | Brasile     | Primo turno      | 2 | 0 | 2 | 7:5   |
| 1991    | Cile        | Terzo posto      | 3 | 2 | 2 | 11:6  |
| 1993    | Ecuador     | Primo turno      | 1 | 0 | 2 | 3:4   |
| 1995    | Uruguay     | Primo turno      | 0 | 1 | 2 | 3:8   |
| 1997    | Bolivia     | Primo turno      | 0 | 0 | 3 | 1:5   |
| 1999    | Paraguay    | Quarto posto     | 2 | 1 | 3 | 8:7   |
| 2001    | Colombia    | Quarti di finale | 2 | 0 | 2 | 5:5   |
| 2004    | Perù        | Primo turno      | 0 | 1 | 2 | 2:4   |
| 2007    | Venezuela   | Quarti di finale | 1 | 1 | 2 | 4:11  |
| 2011    | Argentina   | Quarti di finale | 2 | 1 | 1 | 5:4   |
| 2015    | Cile        | Campione         | 4 | 2 | 0 | 13:4  |
| 2016    | Stati Uniti | Campione         | 4 | 1 | 1 | 16:5  |
| 2019    | Brasile     | Quarto posto     | 2 | 1 | 3 | 7:7   |
| 2021    | Brasile     | Quarti di finale | 1 | 2 | 2 | 3:5   |
| 2024    | Stati Uniti | Primo turno      | 0 | 2 | 1 | 0:1   |

#### Risultati in Coppa America
Il Cile è salito sul podio in ben undici occasioni, arrivando secondo per quattro volte (l'ultima delle quali nel 1987, quando in Argentina fu sconfitto dall'Uruguay) e terzo per cinque (il più recente bronzo risale al 1991, anno in cui il Paese ospitò per la sesta volta la competizione). Curiosamente, tra il 1916 e il 1920, ottenne il quarto posto in quattro edizioni di fila. Il 4 luglio 2015 conquista la prima Coppa America della sua storia, in casa, battendo l'Argentina ai calci di rigore (4-1).
Si ripeterà l'anno successivo in occasione della Coppa America Centenario, ancora una volta ai calci di rigore contro l'Argentina.

### Olimpiadi
| Anno | Luogo     | Piazzamento             | V | N | P | Gol |
| ---- | --------- | ----------------------- | - | - | - | --- |
| 1912 | Stoccolma | Non partecipante        | - | - | - | -   |
| 1920 | Anversa   | Non partecipante        | - | - | - | -   |
| 1924 | Parigi    | Non partecipante        | - | - | - | -   |
| 1928 | Amsterdam | Turno di qualificazione | 1 | 1 | 1 | 7:7 |
| 1936 | Berlino   | Non partecipante        | - | - | - | -   |
| 1948 | Londra    | Non partecipante        | - | - | - | -   |

- Nota bene: per le informazioni sui risultati ai Giochi olimpici nelle edizioni successive al 1948 visionare la pagina della nazionale olimpica.

### Confederations Cup
| Anno | Luogo                    | Piazzamento     | V | N | P | Gol |
| ---- | ------------------------ | --------------- | - | - | - | --- |
| 1992 | Arabia Saudita           | Non invitata    | - | - | - | -   |
| 1995 | Arabia Saudita           | Non invitata    | - | - | - | -   |
| 1997 | Arabia Saudita           | Non qualificata | - | - | - | -   |
| 1999 | Messico                  | Non qualificata | - | - | - | -   |
| 2001 | Corea del Sud / Giappone | Non qualificata | - | - | - | -   |
| 2003 | Francia                  | Non qualificata | - | - | - | -   |
| 2005 | Germania                 | Non qualificata | - | - | - | -   |
| 2009 | Sudafrica                | Non qualificata | - | - | - | -   |
| 2013 | Brasile                  | Non qualificata | - | - | - | -   |
| 2017 | Russia                   | Secondo posto   | 1 | 3 | 1 | 4:3 |

### Campionati Panamericani
| Anno | Luogo             | Piazzamento   | V | N | P | Gol  |
| ---- | ----------------- | ------------- | - | - | - | ---- |
| 1952 | Santiago del Cile | Secondo posto | 4 | 0 | 1 | 15:6 |
| 1956 | Città del Messico | Sesto posto   | 0 | 1 | 4 | 5:11 |

## Palmarès
- Coppa America: 2

Cile 2015, Centenario 2016

## Rose

### Mondiali
Coppa del Mondo FIFA 1930P Cortés, P Espinoza, D Chaparro, D Morales, D Poirier, D Riveros, C Coddou, C Elgueta, C Muñoz, C Saavedra, C A. Torres, C C. Torres, A Aguilera, A Arellano, A Ojeda, A Schneberger, A Subiabre, A Vidal, A Villalobos, CT: Orth
Coppa del Mondo FIFA 1950P Livingstone, P Quitral, P Urroz, D Álvarez, D Farías, D Flores, D Machuca, D Roldán, C Busquets, C Campos, C Carvallo, C Rojas, C Sáez, A Cremaschi, A Díaz, A Ibáñez, A Infante, A Mayanés, A Muñoz, A Prieto, A Riera, A Robledo, CT: Bucciardi
Coppa del Mondo FIFA 19621 Escuti, 2 Eyzaguirre, 3 R. Sánchez, 4 Navarro, 5 Contreras, 6 Rojas, 7 Ramírez, 8 Toro, 9 Landa, 10 Fouillioux, 11 L. Sánchez, 12 Godoy, 13 Valdés, 14 Lepe, 15 Rodríguez, 16 Cruz, 17 Ortiz, 18 Moreno, 19 Musso, 20 Campos, 21 Tobar, 22 Astorga, CT: Riera
Coppa del Mondo FIFA 19661 Araya, 2 Berly, 3 Campos, 4 Cruz, 5 Donoso, 6 Eyzaguirre, 7 Figueroa, 8 Fouillioux, 9 Godoy, 10 Hodge, 11 Landa, 12 Marcos, 13 Olivares, 14 Prieto, 15 J. Ramírez, 16 O. Ramírez, 17 Sánchez, 18 Tobar, 19 Valdés, 20 Valentini, 21 Villanueva, 22 Yávar, CT: Álamos
Coppa del Mondo FIFA 19741 Vallejos, 2 García, 3 Quintano, 4 Arias, 5 Figueroa, 6 Rodríguez, 7 Caszely, 8 Valdés, 9 Ahumada, 10 Reinoso, 11 Véliz, 12 Machuca, 13 González, 14 Lara, 15 Galindo, 16 Páez, 17 Yávar, 18 Socías, 19 Farías, 20 Castro, 21 Olivares, 22 Nef, CT: Álamos
Coppa del Mondo FIFA 19821 Wirth, 2 Garrido, 3 Valenzuela, 4 Bigorra, 5 Figueroa, 6 Dubó, 7 Bonvallet, 8 Rivas, 9 Letelier, 10 Soto, 11 Moscoso, 12 Cornez, 13 Caszely, 14 Ormeño, 15 Yáñez, 16 M. Rojas, 17 Ó. Rojas, 18 Galindo, 19 Escobar, 20 Neira, 21 Gamboa, 22 Osbén, CT: Santibáñez
Coppa del Mondo FIFA 19981 Tapia, 2 Castañeda, 3 Fuentes, 4 Rojas, 5 Margas, 6 Reyes, 7 Parraguez, 8 Acuña, 9 Zamorano, 10 Sierra, 11 Salas, 12 Ma. Ramírez, 13 Neira, 14 Mi. Ramírez, 15 Villarroel, 16 Aros, 17 Vega, 18 Musrri, 19 Cornejo, 20 Estay, 21 Barrera, 22 Tejas, CT: Acosta
Coppa del Mondo FIFA 20101 Bravo, 2 Fuentes, 3 Ponce, 4 Isla, 5 Contreras, 6 Carmona, 7 Sánchez, 8 Vidal, 9 Suazo, 10 Valdivia, 11 González, 12 Pinto, 13 Estrada, 14 Fernández, 15 Beausejour, 16 Orellana, 17 Medel, 18 Jara, 19 Fierro, 20 Millar, 21 Tello, 22 Paredes, 23 Marín, CT: Bielsa
Coppa del Mondo FIFA 20141 Bravo, 2 Mena, 3 Albornoz, 4 Isla, 5 Silva, 6 Carmona, 7 Sánchez, 8 Vidal, 9 Pinilla, 10 Valdivia, 11 Vargas, 12 Toselli, 13 Rojas, 14 Orellana, 15 Beausejour, 16 Gutiérrez, 17 Medel, 18 Jara, 19 Fuenzalida, 20 Aránguiz, 21 Díaz, 22 Paredes, 23 Herrera, CT: Sampaoli

### Campeonato Sudamericano de Football/Copa América
Campeonato Sudamericano 1916P Guerrero, D Cárdenas, D Wittke, C Abello, C Teuche, C Unzaga, A Báez, A France, A Fuentes, A Geldes, A Gutiérrez, A Moreno, A Salazar, CT: Fanta
Campeonato Sudamericano 1917P Guerrero, D Cárdenas, D Gatica, C Alvarado, C Baeza, C Cisternas, C García, C Guevara, A Bolados, A Encina, A Geldes, A B. Muñoz, A H. Muñoz, A Paredes, A Rojas, CT: Bártola
Campeonato Sudamericano 1920Bolados, Domínguez, Elgueta, France, Guerrero, Muñoz, Parra, Poirier, Toro, Unzaga, Varas, Vergara, CT: Bertone
Campeonato Sudamericano 19411 Arancibia, 2 Cabrera, 3 Carvajal, 4 Contreras, 5 Cortés, 6 Domínguez, 7 Ellis, 8 Flores, 9 Livingstone, 10 Medina, 11 Muñoz, 12 Pastene, 13 Pérez, 14 Roa, 15 Ruiz, 16 Sánchez, 17 Sorrel, 18 Toro, 19 Trejos, 20 Vidal, CT: Garay
Campeonato Sudamericano 1945P Livingstone, D Barrera, D Klein, D Roa, D Vásquez, C Ataglich, C Hormazábal, C Las Heras, C Pastene, A Alcántara, A Armingol, A Busquets, A Castro, A Clavero, A Contreras, A Cremaschi, A Medina, A Piñeiro, A Vera, CT: Platko
Campeonato Sudamericano 1947P Livingstone, P Urroz, D Álvarez, D Campos, D Sáez, D Machuca, D Negri, C Busquets, C Sepúlveda, A Baeza, A Peñaloza, A Infante, A Acuña, A P. López, A Balbuena, A Prieto, A Riera, A Araya, A Varela, A Wood, CT: Tirado
Campeonato Sudamericano 1949P Livingstone, P Urroz, D Álvarez, D Flores, D Hormazábal, D Machuca, D Negri, C Busquets, C Rojas, A Castro, A Cremaschi, A Infante, A L. López, A P. López, A Muñoz, A Prieto, A Riera, A Salamanca, A Varela, CT: Tirado
Campeonato Sudamericano 1967P Olivares, D Adriazola, D Castañeda, D Cruz, D Figueroa, D Herrera, D Villanueva, C Hodge, C Moris, C Prieto, A Araya, A Campos, A Castro, A Gallardo, A Marcos, A Saavedra, A Tobar, CT: Scopelli
Copa América 1975P Nef, P Vallejos, D Díaz, D Galindo, D González, D Herrera, D Machuca, D Soto, C Inostroza, C Lara, C Las Heras, C Méndez, C Reinoso, A Ahumada, A Araneda, A Crisosto, A Gamboa, A Spedaletti, A Valdés, A Véliz, CT: Morales
Copa América 1979P Osbén, P Wirth, D Bonvallet, D Escobar, D Figueroa, D Galindo, D González, D Quintano, D Valenzuela, C Dubó, C Neira, C Rivas, C M. Rojas, C Soto, A Caszely, A Estay, A Fabbiani, A Peredo, A Quiroz, A Véliz, A Yáñez, CT: Santibáñez
Copa América 1983P Cornez, P R. Rojas, D Dubó, D Espinoza, D L. Herrera, D Hisis, D Pacheco, D Soto Quintana, D Valenzuela, C L. Rojas, C Orellana, A Aravena, A Arriaza, A O. Herrera, A Hurtado, A Letelier, A J. Rojas Carvacho, CT: Ibarra
Copa América 19871 Rojas, 2 Reyes, 3 Toro, 4 Hormazábal, 5 Rodríguez, 6 Pizarro, 7 Basay, 8 Gómez, 9 Letelier, 10 Contreras, 11 Astengo, 12 Cornez, 13 Vera, 14 Espinoza, 15 Hurtado, 16 Zamorano, 17 Salgado, 18 Mardones, 19 Martínez, 20 Puebla, 21 Rubio, 22 Osbén, CT: Aravena
Copa América 19891 Rojas, 2 Reyes, 3 Yáñez, 4 Contreras, 5 González, 6 Pizarro, 7 Puebla, 8 Ormeño, 9 Letelier, 10 Covarrubias, 11 Astengo, 12 Cornez, 13 Vera, 14 Carrasco, 15 Olmos, 16 Hurtado, 17 Ramírez, 18 Hisis, 19 Túdor, 20 Wirth, CT: Aravena
Copa América 19911 Toledo, 2 Espinoza, 3 Garrido, 4 Margas, 5 Vilches, 6 Ramírez, 7 Yáñez, 8 Contreras, 9 Zamorano, 10 Pizarro, 11 Rubio, 12 Cornez, 13 Fuentes, 14 Romero, 15 Mendoza, 16 Gómez, 17 Parraguez, 18 Vera, 19 Basay, 20 Estay, 21 González, 22 Vega, CT: Salah
Copa América 19931 Toledo, 2 Mendoza, 3 Vilches, 4 Margas, 5 Mi. Ramírez, 6 Pizarro, 7 Zambrano, 8 Lepe, 9 Zamorano, 10 Estay, 11 Vega, 12 Ma. Ramírez, 13 Cornejo, 14 López, 15 Musrri, 16 Parraguez, 17 Guevara, 18 González, 19 Figueroa, 20 Sierra, 21 Castillo, 22 Barrera, CT: Salah
Copa América 19951 Ma. Ramírez, 2 Mendoza, 3 Vilches, 4 Margas, 5 Mi. Ramírez, 6 Castañeda, 7 Valencia, 8 Mardones, 9 Rozental, 10 Sierra, 11 Basay, 12 Cornez, 13 Acuña, 14 Pérez, 15 Estay, 16 Fuentes, 17 Parraguez, 18 Galdames, 19 Guevara, 20 Barrera, 21 Ruiz, 22 Salas, CT: Azkargorta
Copa América 19971 Cossio, 2 Gómez, 3 Poli, 4 Miranda, 5 Margas, 6 Parraguez, 7 Núñez, 8 Cornejo, 9 Vergara, 10 Valencia, 11 Castillo, 12 Tejas, 13 Villarroel, 14 Ponce, 15 Acuña, 16 González, 17 Salas, 18 Riveros, 19 Muñoz, 20 Rojas, 21 Osorio, 22 Olarra, CT: Acosta
Copa América 19991 Ma. Ramírez, 2 Palacios, 3 Mi. Ramírez, 4 Rojas, 5 Margas, 6 Reyes, 7 Parraguez, 8 Acuña, 9 Zamorano, 10 Sierra, 11 Salas, 12 Tapia, 13 Vargas, 14 Cartes, 15 Villarroel, 16 Aros, 17 Núñez, 18 González, 19 Valencia, 20 Estay, 21 Contreras, 22 Pizarro, CT: Acosta
Copa América 20011 Vargas, 2 Pozo, 3 Maldonado, 4 Henríquez, 5 Fuentes, 6 Reyes, 7 Pérez, 8 Osorio, 9 Navia, 10 Neira, 11 Valenzuela, 12 Toro, 13 Corrales, 14 Aros, 15 Montecinos, 16 Rojas, 17 Villarroel, 18 Villaseca, 19 Galdames, 20 Núñez, 21 Barrera, 22 Tapia, CT: García
Copa América 20041 Bravo, 2 Álvarez, 3 L. Fuentes, 4 Pérez, 5 Ramírez, 6 Acuña, 7 Valenzuela, 8 Millar, 9 González, 10 Jiménez, 11 González, 12 Varas, 13 I. Fuentes, 14 Villarroel, 15 Mancilla, 16 Cisternas, 17 Mirošević, 18 Meléndez, 19 Olarra, 20 Aros, 21 Figueroa, 22 Galaz, CT: Olmos
Copa América 20071 Bravo, 2 Ormeño, 3 Rocco, 4 Fuentes, 5 Riffo, 6 Cabión, 7 Tello, 8 Suazo, 9 Navia, 10 Valdivia, 11 González, 12 Peric, 13 Vargas, 14 Fernández, 15 Contreras, 16 Iturra, 17 Sanhueza, 18 Meléndez, 19 Jara, 20 Fierro, 21 Villanueva, 22 Lorca, CT: Acosta
Copa América 20111 Bravo, 2 Silva, 3 Ponce, 4 Isla, 5 Contreras, 6 Carmona, 7 Sánchez, 8 Vidal, 9 Suazo, 10 Valdivia, 11 Jiménez, 12 Pinto, 13 Estrada, 14 Fernández, 15 Beausejour, 16 Fierro, 17 Medel, 18 Jara, 19 Muñoz, 20 Millar, 21 Gutiérrez, 22 Paredes, 23 Garcés, CT: Borghi
Copa América 20151 Bravo, 2 Mena, 3 Albornoz, 4 Isla, 5 Silva, 6 Fuenzalida, 7 Sánchez, 8 Vidal, 9 Pinilla, 10 Valdivia, 11 Vargas, 12 Garcés, 13 Rojas, 14 Fernández, 15 Beausejour, 16 Pizarro, 17 Medel, 18 Jara, 19 Gutiérrez, 20 Aránguiz, 21 Díaz, 22 Henríquez, 23 Herrera, CT: Sampaoli
Copa América Centenario1 Bravo, 2 Mena, 3 Roco, 4 Isla, 5 Silva, 6 Fuenzalida, 7 Sánchez, 8 Vidal, 9 Pinilla, 10 Hernández, 11 Vargas, 12 Toselli, 13 Pulgar, 14 González, 15 Beausejour, 16 Castillo, 17 Medel, 18 Jara, 19 Orellana, 20 Aránguiz, 21 Díaz, 22 Puch, 23 Herrera, CT: Pizzi
Copa América 20191 Arias, 2 Lichnovsky, 3 Maripán, 4 Isla, 5 Díaz, 6 Fuenzalida, 7 Sánchez, 8 Vidal, 9 Castillo, 10 Valdés, 11 Vargas, 12 Cortés, 13 Pulgar, 14 Pavez, 15 Beausejour, 16 Hernández, 17 Medel, 18 Jara, 19 Fernándes, 20 Aránguiz, 21 Opazo, 22 Sagal, 23 Urra, CT: Rueda
Copa América 20211 Bravo, 2 Mena, 3 Maripán/Valencia, 4 Isla, 5 Roco, 6 Sierralta, 7 Pinares, 8 Vidal, 9 Meneses, 10 Sánchez, 11 Vargas, 12 Arias, 13 Pulgar, 14 Galdames, 15 González, 16 Mora, 17 Medel, 18 Vegas, 19 Alarcón, 20 C. Aránguiz, 21 Palacios, 22 Brereton, 23 Castellón, 24 Arriagada, 25 Núñez, 26 Montes, 27 P. Aránguiz, 28 Baeza, CT: Lasarte
Copa América 20241 Bravo, 2 Suazo, 3 Maripán, 4 Isla, 5 Díaz, 6 Galdames, 7 Núñez, 8 Osorio, 9 Dávila, 10 Sánchez, 11 Vargas, 12 Arias, 13 Pulgar, 14 Zavala, 15 Valdés, 16 Lichnovsky, 17 Pavez, 18 Echeverría, 19 Bolados, 20 Guerrero, 21 Catalán, 22 Brereton, 23 Cortés, 24 Pérez, 25 Kuscevic, 26 Fernández, CT: Gareca

### Confederations Cup
FIFA Confederations Cup 20171 Bravo, 2 Mena, 3 Roco, 4 Isla, 5 Silva, 6 Fuenzalida, 7 Sánchez, 8 Vidal, 9 Sagal, 10 Hernández, 11 Vargas, 12 Toselli, 13 P. Díaz, 14 Gutiérrez, 15 Beausejour, 16 Rodríguez, 17 Medel, 18 Jara, 19 Valencia, 20 Aránguiz, 21 M. A. Díaz, 22 Puch, 23 Herrera, CT: Pizzi

### Giochi olimpici
Calcio ai Giochi Olimpici Estivi 1928P Cortés, P Ibacache, D Chaparro, D Linford, D Morales, C Arellano, C Contreras, C Riveros, C Saavedra, C Torres, A Alfaro, A Arias, A Bravo, A Carbonell, A Olguín, A Reyes, A Schneberger, A Subiabre, CT: Powell
NOTA: per le informazioni sulle rose successive al 1948 visionare la pagina della Nazionale olimpica.

## Rosa attuale
Lista dei giocatori convocati per le gare di qualificazione al campionato mondiale di calcio 2026 del 5 e 10 giugno 2025.
Presenze e reti aggiornate al momento delle convocazioni.
|  | P | Brayan Cortés        | 20 giugno 1995   | 23  | -27 | Colo-Colo            |  |  |
|  | P | Lawrence Vigouroux   | 19 novembre 1993 | 1   | 0   | Swansea City         |  |  |
|  | P | Gabriel Castellón    | 8 settembre 1993 | 0   | 0   | Universidad de Chile |  |  |
|  |   |                      |                  |     |     |                      |  |  |
|  | D | Guillermo Maripán    | 6 maggio 1994    | 54  | 2   | Torino               |  |  |
|  | D | Paulo Díaz           | 25 agosto 1994   | 54  | 1   | River Plate          |  |  |
|  | D | Gabriel Suazo        | 9 agosto 1997    | 33  | 0   | Tolosa               |  |  |
|  | D | Francisco Sierralta  | 6 maggio 1997    | 15  | 0   | Watford              |  |  |
|  | D | Igor Lichnovsky      | 7 marzo 1994     | 13  | 0   | América              |  |  |
|  | D | Benjamín Kuscevic    | 2 maggio 1996    | 10  | 0   | Fortaleza            |  |  |
|  | D | Felipe Loyola        | 9 novembre 2000  | 10  | 0   | Independiente        |  |  |
|  | D | Nicolás Fernández    | 3 agosto 1999    | 3   | 0   | Universidad de Chile |  |  |
|  | D | Fabián Hormazábal    | 26 aprile 1996   | 2   | 0   | Universidad de Chile |  |  |
|  | D | Esteban Matus        | 12 febbraio 2002 | 0   | 0   | Audax Italiano       |  |  |
|  |   |                      |                  |     |     |                      |  |  |
|  | C | Arturo Vidal         | 27 maggio 1987   | 146 | 34  | Colo-Colo            |  |  |
|  | C | Charles Aránguiz     | 17 aprile 1989   | 103 | 7   | Universidad de Chile |  |  |
|  | C | Marcelino Núñez      | 1º marzo 2000    | 29  | 5   | Norwich City         |  |  |
|  | C | Rodrigo Echeverría   | 17 aprile 1995   | 21  | 1   | León                 |  |  |
|  | C | Esteban Pavez        | 1º giugno 1990   | 18  | 0   | Colo-Colo            |  |  |
|  | C | Darío Osorio         | 24 gennaio 2004  | 17  | 1   | Midtjylland          |  |  |
|  | C | Vicente Pizarro      | 5 novembre 2002  | 7   | 0   | Colo-Colo            |  |  |
|  | C | Luciano Cabral       | 26 aprile 1995   | 3   | 0   | Independiente        |  |  |
|  | C | Javier Altamirano    | 21 agosto 1999   | 1   | 0   | Universidad de Chile |  |  |
|  | C | Rodrigo Ureña        | 1º marzo 1993    | 0   | 0   | Universitario        |  |  |
|  |   |                      |                  |     |     |                      |  |  |
|  | A | Alexis Sánchez       | 19 dicembre 1988 | 166 | 51  | Udinese              |  |  |
|  | A | Víctor Dávila        | 4 novembre 1997  | 18  | 3   | América              |  |  |
|  | A | Alexander Aravena    | 6 settembre 2002 | 12  | 0   | Grêmio               |  |  |
|  | A | Lucas Cepeda         | 31 ottobre 2002  | 5   | 3   | Colo-Colo            |  |  |
|  | A | Maximiliano Guerrero | 15 gennaio 2000  | 3   | 0   | Universidad de Chile |  |  |

## Record individuali
Dati aggiornati all'11 giugno 2025.

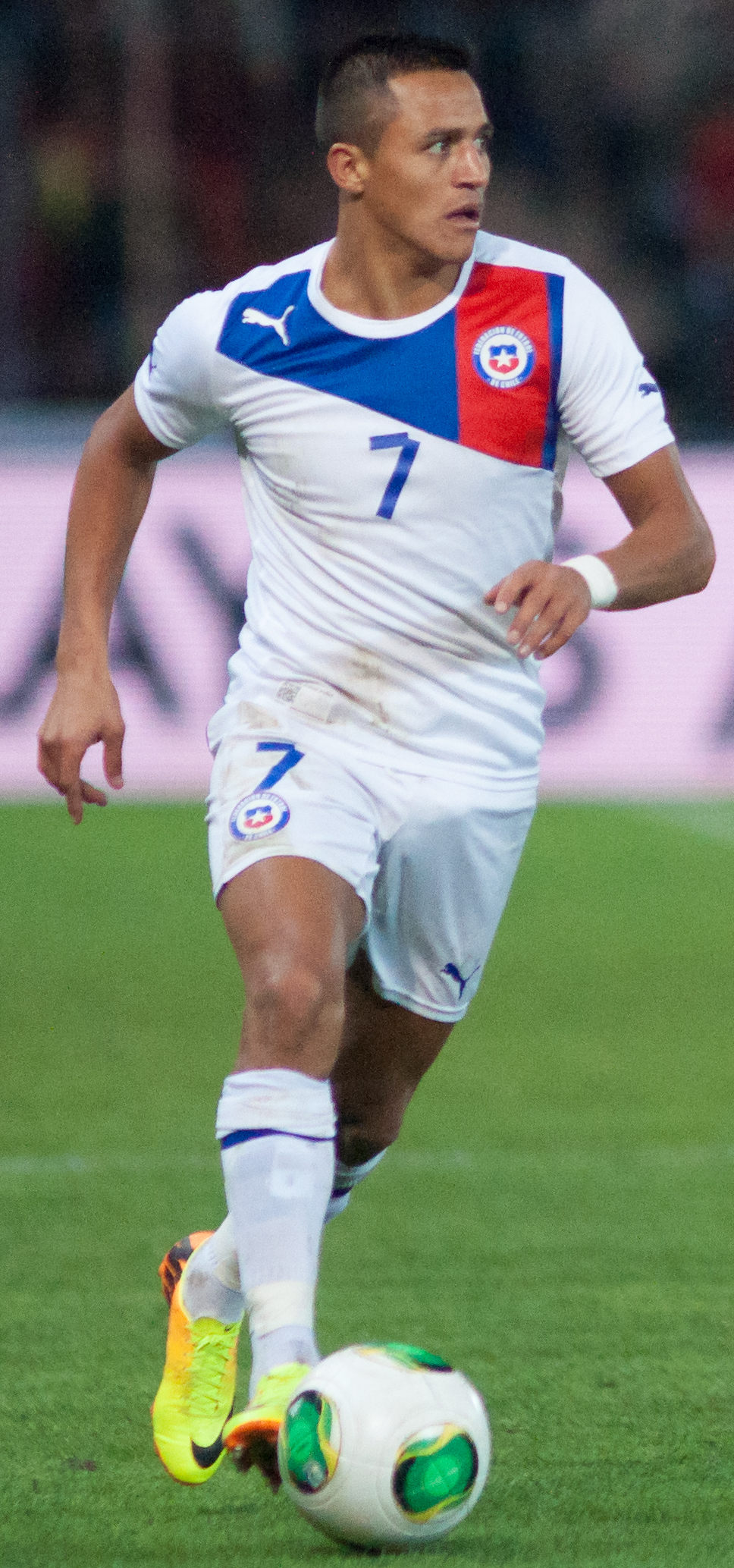
Alexis Sánchez, primatista di gol e di presenze con la maglia del Cile.

- In grassetto i giocatori ancora in attività in nazionale.

### Record presenze
| Pos. | Giocatore        | Presenze | Reti | Periodo   |
| ---- | ---------------- | -------- | ---- | --------- |
| 1    | Alexis Sánchez   | 167      | 51   | 2006-     |
| 2    | Gary Medel       | 161      | 7    | 2007-2023 |
| 3    | Claudio Bravo    | 150      | 0    | 2004-2024 |
| 4    | Arturo Vidal     | 147      | 34   | 2007-     |
| 5    | Mauricio Isla    | 144      | 5    | 2007-     |
| 6    | Eduardo Vargas   | 120      | 45   | 2009-     |
| 7    | Gonzalo Jara     | 115      | 3    | 2006-2019 |
| 8    | Jean Beausejour  | 109      | 6    | 2004-2020 |
| 9    | Charles Aránguiz | 103      | 7    | 2009-     |
| 10   | Leonel Sánchez   | 85       | 24   | 1955-1968 |

### Record reti
| Pos. | Giocatore            | Reti | Presenze | Periodo   |
| ---- | -------------------- | ---- | -------- | --------- |
| 1    | Alexis Sánchez       | 51   | 167      | 2006-     |
| 2    | Eduardo Vargas       | 45   | 120      | 2009-     |
| 3    | Marcelo Salas        | 37   | 70       | 1994-2007 |
| 4    | Ivan Zamorano        | 34   | 69       | 1987-2001 |
| 4    | Arturo Vidal         | 34   | 147      | 2007-     |
| 6    | Carlos Caszely       | 29   | 49       | 1969-1985 |
| 7    | Leonel Sanchez       | 24   | 85       | 1955-1968 |
| 8    | Jorge Aravena        | 22   | 37       | 1983-1990 |
| 9    | Humberto Suazo       | 21   | 60       | 2005-2013 |
| 10   | Juan Carlos Letelier | 18   | 57       | 1979-1989 |

## Commissari tecnici
- 1910-1913 Commissione Tecnica Federale
- 1916  Carlos Fanta
- 1917  Julián Bértola
- 1917 Commissione Tecnica Federale
- 1919  Héctor Parra
- 1920-22  Juan Carlos Bertone
- 1923 Commissione Tecnica Federale
- 1924  Carlos Acuña
- 1926  José Rosetti
- 1927 Commissione Tecnica Federale
- 1928  Frank Powell
- 1930  György Orth
- 1935 Commissione Tecnica Federale
- 1936-39  Pedro Mazullo
- 1941  Máximo Garay
- 1941-45  Franz Platko
- 1946-49  Luis Tirado
- 1950  Franz Platko
- 1950  Alberto Buccicardi
- 1952-53  Luis Tirado
- 1953  Franz Platko
- 1954  Luis Tirado
- 1954 Commissione Tecnica Federale
- 1955-56  Luis Tirado
- 1956-57  José Salerno
- 1957  Ladislao Pakozdi
- 1959-62  Fernando Riera
- 1962  Luis Álamos
- 1963-65  Francisco Hormazábal
- 1965-66  Luis Álamos
- 1966-67  Alejandro Scopelli
- 1968-69  Salvador Nocetti
- 1970  Francisco Hormazábal
- 1970  Fernando Riera
- 1971  Luis Vera
- 1972  Raúl Pino
- 1972  Rudi Gutendorf
- 1973-74  Luis Álamos
- 1974-75  Pedro Morales
- 1976-77  Caupolicán Peña
- 1977-82  Luis Santibáñez
- 1983  Luis Ibarra
- 1984  Isaac Carrasco
- 1984  Vicente Cantatore
- 1985  Pedro Morales
- 1986  Luis Ibarra
- 1987  Orlando Aravena
- 1987  Manuel Rodríguez Araneda
- 1988-1989  Orlando Aravena
- 1990-93  Arturo Salah
- 1993  Nelson Acosta
- 1994  Mirko Jozić
- 1995-96  Xabier Azkargorta
- 1996-2001  Nelson Acosta
- 2001  Pedro García
- 2001  Jorge Garcés
- 2002  César Vaccia
- 2003-05  Juvenal Olmos
- 2005-07  Nelson Acosta
- 2007-10  Marcelo Bielsa
- 2011-12  Claudio Borghi
- 2013-15  Jorge Sampaoli
- 2015-17  Juan Antonio Pizzi
- 2018-21  Reinaldo Rueda
- 2021-22  Martín Lasarte
- 2022-23  Eduardo Berizzo
- 2023-in corso  Nicolás Córdova (ad interim)